# Anthony Beauvillier
Anthony Beauvillier (né le 8 juin 1997 à Sorel-Tracy, au Québec, au Canada) est un joueur professionnel canadien de hockey sur glace qui évolue actuellement pour les Capitals de Washington dans la LNH.

## Biographie

### Junior
Anthony Beauvillier débute avec les Cataractes de Shawinigan pendant la saison 2013-2014. Il termine sa première saison dans la LHJMQ avec 9 buts et 24 assistances pour 33 points en 64 matchs. Il passe 26 minutes aux bancs des pénalités. Lors des séries éliminatoires, il joue 4 matchs et il est blanchi de la feuille de pointage. Il est pénalisé 8 minutes sur le banc des punitions. Lors de la saison suivante, il joue 3 matchs de plus et trouve le fond du filet 42 fois et sert 52 assistances pour totaliser 94 points. Il reçoit 72 minutes de punitions en saison régulière. Il joue 7 parties lors des séries éliminatoires et garde un rythme d'un point par match. Il marque 2 buts et fait 5 passes lors de ses séries. Il est au banc des punitions pendant 14 minutes.
Après cette saison, il est éligible pour être repêché. Il est sélectionné au premier tour à la 28e position du repêchage d'entrée dans la LNH 2015 par les Islanders de New York.
Il ne fait pas immédiatement le saut chez les pros et joue une dernière saison au sein du circuit junior majeur du Québec. Il finalise sa dernière saison avec 40 buts, 39 passes et 79 points. Il passera 57 minutes sur le banc des pénalités. Les Cataractes atteignent la finale en séries éliminatoires, mais perdent aux mains des Huskies de Rouyn-Noranda en 5 parties. Il jouera 21 parties lors de cette longue aventure en séries et trouvera le fond du filet 15 fois et servira le même nombre d'assistances.

### Professionnel
Le 23 octobre 2015 fut une date importante dans sa carrière, car il signa son contrat d'entrée dans la LNH avec les Islanders.
Le 13 octobre 2016, il joue son premier match dans la Ligue nationale de hockey avec les Islanders face aux Rangers de New York et sert sa première assistance.
Le 15 novembre 2018, il marqua son premier tour du chapeau en carrière et sert une passe pour finir une victoire de 7-5 contre les éternels rivaux des Islanders; les Rangers.
Le 20 avril 2021, il fait son premier tour du chapeau en carrière contre les Rangers de New York dans une victoire de 6-1.
Il est échangé aux Canucks de Vancouver le 30 janvier 2023 en compagnie de Aatu Raty et d’un choix de premier tour protégé contre Bo Horvat.
Après un court séjour à Vancouver, Beauvillier est échangé aux Blackhawks de Chicago le 28 novembre 2023 contre un choix de 5e ronde au repêchage de 2024.

### Niveau International
Il représente le Canada En équipe nationale.

## Vie privée
Son frère, Francis, avait été repêché en 6e ronde, au 174e choix au total par les Panthers de la Floride au repêchage de 2012, mais il n'a jamais pris part à un match dans la LNH. Il a évolué pendant 3 saisons dans la LAH avec le Rampage de San Antonio et le Moose du Manitoba.

## Statistiques

### En club
| Saison     | Équipe                     | Ligue      |     | Saison régulière | Saison régulière | Saison régulière | Saison régulière | Saison régulière |    | Séries éliminatoires | Séries éliminatoires | Séries éliminatoires | Séries éliminatoires | Séries éliminatoires |
| Saison     | Équipe                     | Ligue      | PJ  | B                | A                | Pts              | Pun              | PJ               | B  | A                    | Pts                  | Pun                  |                      |                      |
| 2013-2014  | Cataractes de Shawinigan   | LHJMQ      | 64  | 9                | 24               | 33               | 26               | 4                | 0  | 0                    | 0                    | 8                    |                      |                      |
| 2014-2015  | Cataractes de Shawinigan   | LHJMQ      | 67  | 42               | 52               | 94               | 72               | 7                | 2  | 5                    | 7                    | 14                   |                      |                      |
| 2015-2016  | Cataractes de Shawinigan   | LHJMQ      | 47  | 40               | 39               | 79               | 57               | 21               | 15 | 15                   | 30                   | 16                   |                      |                      |
| 2016-2017  | Islanders de New York      | LNH        | 66  | 9                | 15               | 24               | 10               | -                | -  | -                    | -                    | -                    |                      |                      |
| 2017-2018  | Islanders de New York      | LNH        | 71  | 21               | 15               | 36               | 16               | -                | -  | -                    | -                    | -                    |                      |                      |
| 2017-2018  | Sound Tigers de Bridgeport | LAH        | 3   | 2                | 0                | 2                | 0                | -                | -  | -                    | -                    | -                    |                      |                      |
| 2018-2019  | Islanders de New York      | LNH        | 81  | \|10             | 28               | 8                | 8                | 1                | 1  | 2                    | 0                    |                      |                      |                      |
| 2019-2020  | Islanders de New York      | LNH        | 68  | 18               | 21               | 39               | 15               | 22               | 9  | 5                    | 14                   | 10                   |                      |                      |
| 2020-2021  | Islanders de New York      | LNH        | 47  | 15               | 13               | 28               | 12               | 19               | 5  | 8                    | 13                   | 4                    |                      |                      |
| 2021-2022  | Islanders de New York      | LNH        | 75  | 12               | 22               | 34               | 12               | -                | -  | -                    | -                    | -                    |                      |                      |
| 2022-2023  | Islanders de New York      | LNH        | 49  | 9                | 11               | 20               | 10               | -                | -  | -                    | -                    | -                    |                      |                      |
| 2022-2023  | Canucks de Vancouver       | LNH        | 33  | 9                | 11               | 20               | 14               | -                | -  | -                    | -                    | -                    |                      |                      |
| 2023-2024  | Canucks de Vancouver       | LNH        | 22  | 2                | 6                | 8                | 4                | -                | -  | -                    | -                    | -                    |                      |                      |
| 2023-2024  | Blackhawks de Chicago      | LNH        | 23  | 2                | 4                | 6                | 2                | -                | -  | -                    | -                    | -                    |                      |                      |
| 2023-2024  | Predators de Nashville     | LNH        | 15  | 1                | 2                | 3                | 2                | 6                | 1  | 1                    | 2                    | 2                    |                      |                      |
| 2024-2025  | Penguins de Pittsburgh     | LNH        | 63  | 13               | 7                | 20               | 14               | -                | -  | -                    | -                    | -                    |                      |                      |
| 2024-2025  | Capitals de Washington     | LNH        | 18  | 2                | 3                | 5                | 0                | 10               | 2  | 4                    | 6                    | 2                    |                      |                      |
| Totaux LNH | Totaux LNH                 | Totaux LNH | 631 | 131              | 140              | 271              | 119              | 65               | 18 | 19                   | 37                   | 18                   |                      |                      |

### En équipe nationale
Il représente le Canada En équipe nationale.
| Année | Équipe     | Compétition                  |   | PJ | B | A | Pts | Pun                |  | Résultat |
| 2015  | Canada U18 | Championnat du monde -18 ans | 6 | 3  | 0 | 3 | 2   | Médaille de bronze |  |          |
| 2016  | Canada U20 | Championnat du monde junior  | 5 | 1  | 0 | 1 | 2   | 6e place           |  |          |
| 2018  | Canada     | Championnat du monde         | 9 | 2  | 1 | 3 | 10  | 4e place           |  |          |